# Metropol Parasol
A Metropol Parasol (nevének jelentése körülbelül: nagyvárosi napernyő), más néven (Las) Setas de Sevilla (a spanyol név jelentése: sevillai gombák) a spanyolországi Sevilla egyik különleges formatervezésű építménye. Célja amellett, hogy turisztikai látványosság, az alatta levő tér árnyékolása. Alatta piac és múzeum is működik.

## Története
A téren, ahol ma az építmény áll, az 1800-as évek elejéig egy templomegyüttes állt, amelyet azonban a túl sűrű beépítettség miatt lebontottak. A tervek szerint egy oszlopokkal körülvett, téglalap alakú közteret hoztak volna létre a helyén, ám végül csak egy üres, tagolatlan tér alakult ki itt, ahova később a piac is beköltözött. A közlekedés javítása érdekében a gépjárművek megjelenése után hozták létre azt az úttengelyt, amely a teret átszelve két részre osztja azt. 1971-ben a piacot lebontották és áthelyezték a tér északi oldalán álló telekre, egyúttal buszvégállomást és parkolót létesítettek a téren.
2004-ben a város nemzetközi tervpályázatot írt ki a tér rendezésének céljából. A bírálat első fázisában tíz, a második fázisában öt tervre szűkítették a pályamunkák mezőnyét, végül a német Jürgen Mayer munkája győzött. Az építmény formáját adó térgörbét az Arup kísérletezte ki. Az építkezés 2006. március 6-án kezdődött el, majd az elkészült komplexumot három részletben adták át: 2010. december 19-én a piacot, 2011. március 28-án a teret és a föld alatti múzeumot, végül 2011. május 6-án a tetősétányt és a kilátót.

## Leírása
Az építmény, amely a Föld egyik legnagyobb építészeti faszerkezete, Sevilla történelmi belvárosában, az Encarnación téren áll. Összesen hat darab, nagy méretű, kalapjuknál összenőtt gombához hasonlít. Legnagyobb magassága 28 méter, térgörbéje összesen 11 000 m² felületű. Az oszlopok 6 méter átmérőjűek, a tetőszerkezet mintegy 3400 darab rétegelt- és ragasztottlemez-elemből álló derékszögű rácsozat, amelynek lemezei között másfél méter a távolság. Az időjárás miatt a falemezeket speciális, sárgás színű poliuretán festékbevonattal látták el.
Nappal árnyékot biztosít az alatta elterülő térnek, sőt, a kellemes mikroklímát a téren elhelyezett vízmedencék is javítják, illetve azok a fúvókák, amelyeket az építmény tetején helyeztek el, és amelyek vízpermetet spriccelnek. Ez az árnyékos, viszonylag hűvös, szinte üres tér a helyi görkorcsolyások és gördeszkások kedvelt helyszíne, de időnként itt tartják egyes iskolák testnevelésóráit is, valamint tüntetések és ünnepségek helyszínéül is szolgál. A Metropol Parasol éjszaka más szerepet tölt be: mintegy „mesterséges égboltként” működve, fény- és hanghatások segítségével előadások színhelye is lehet. Az építmény alatti terület kiemelkedik a környező utcák szintjéből: rá nagy méretű lépcsőn lehet feljutni. Szintje alatt piac működik (ennek bejárata a teret övező utcák irányából nyílik), illetve a föld alatt alakítottak ki egy múzeumot is, ahol az építkezés során feltárt római kori épületmaradványokat mutatják be. Északi és déli végénél éttermek, kávézók működnek.
Lift segítségével lehetőség van felmenni az építmény tetejére is: itt egy föl-le hullámzó, kanyargós sétányt alakítottak ki, valamint létrehoztak éttermet és annak tetején egy kilátóteraszt is.

## Képgaléria

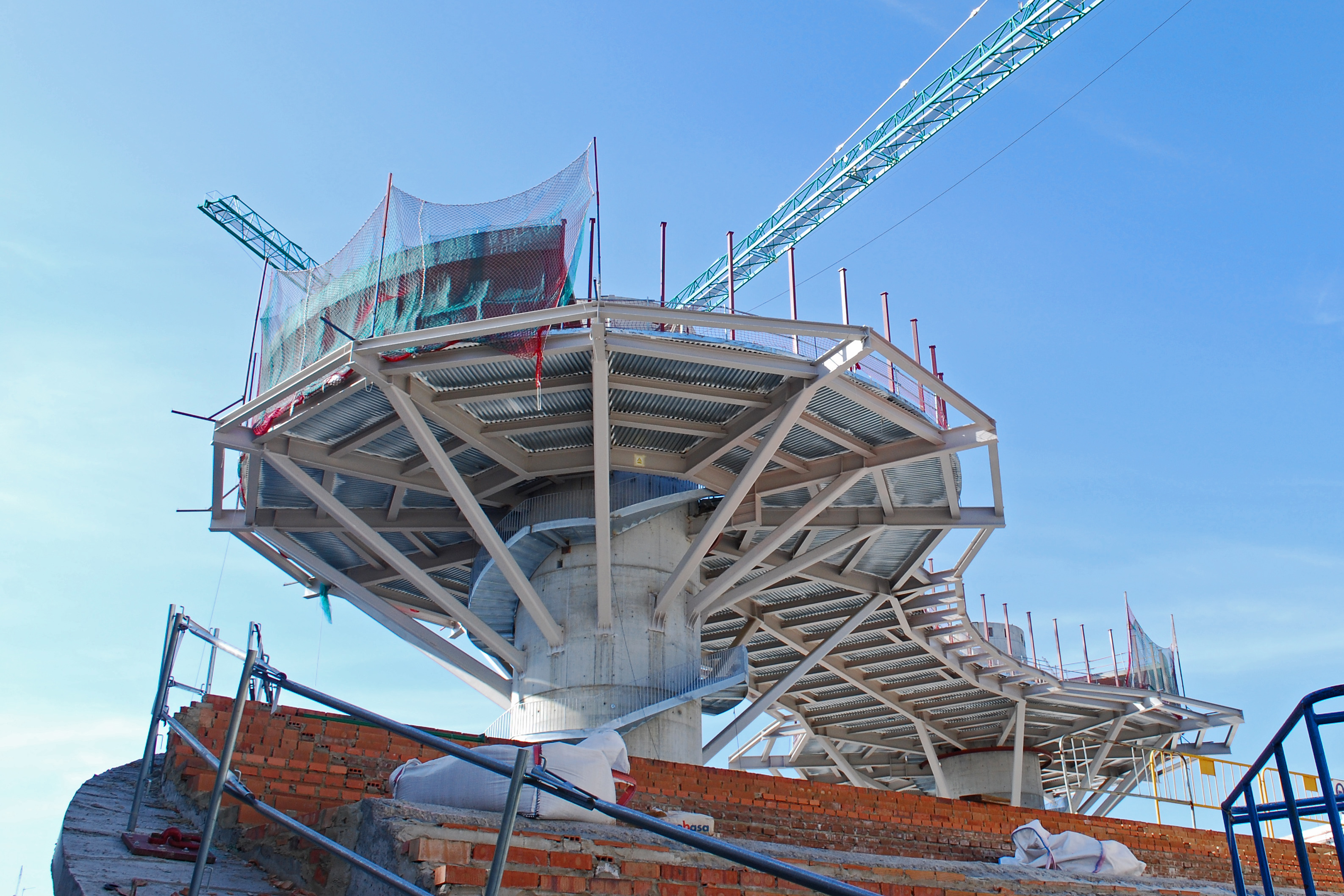
Az építkezés 2008-ban
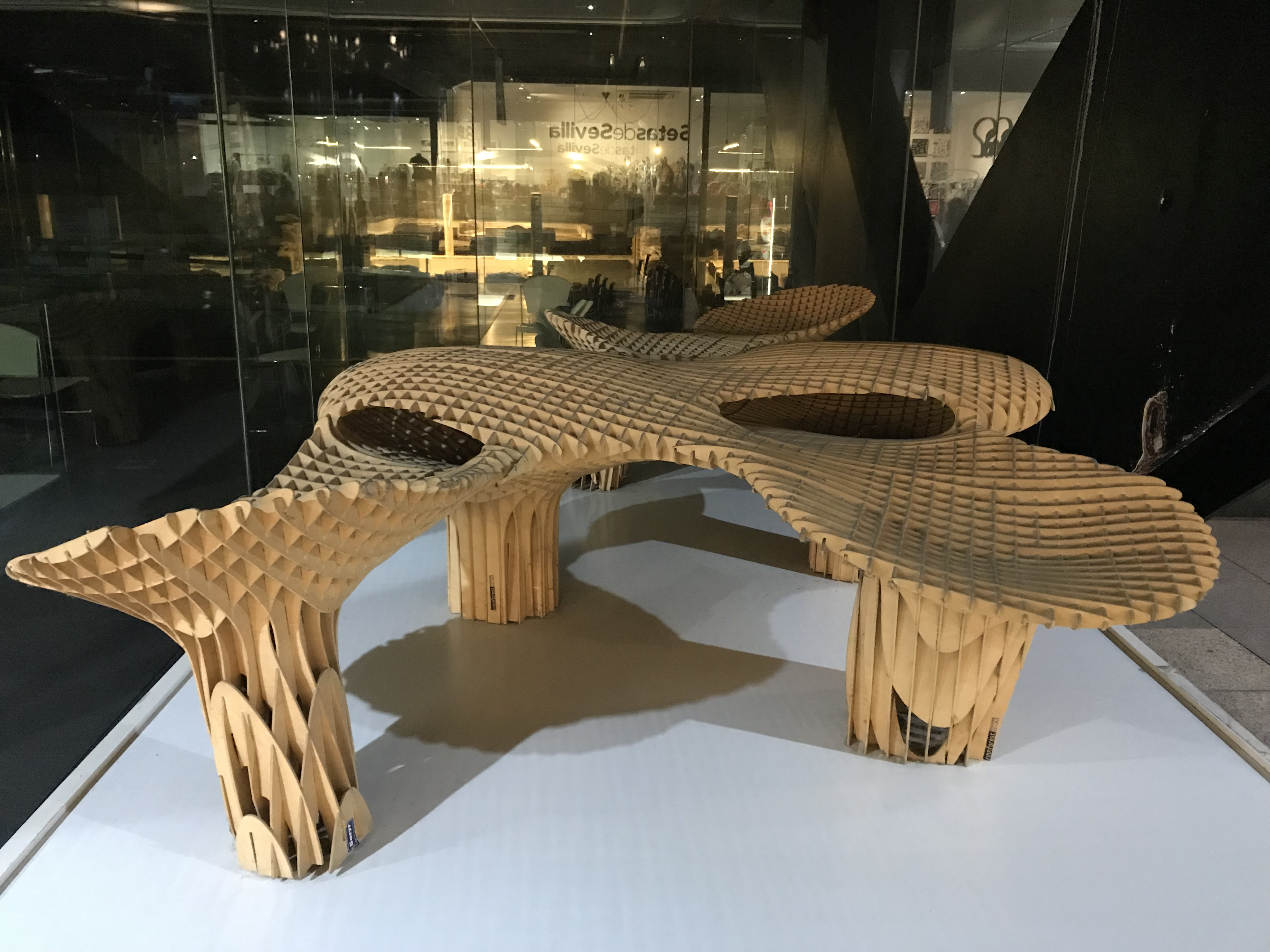
A Metropol Parasol makettje
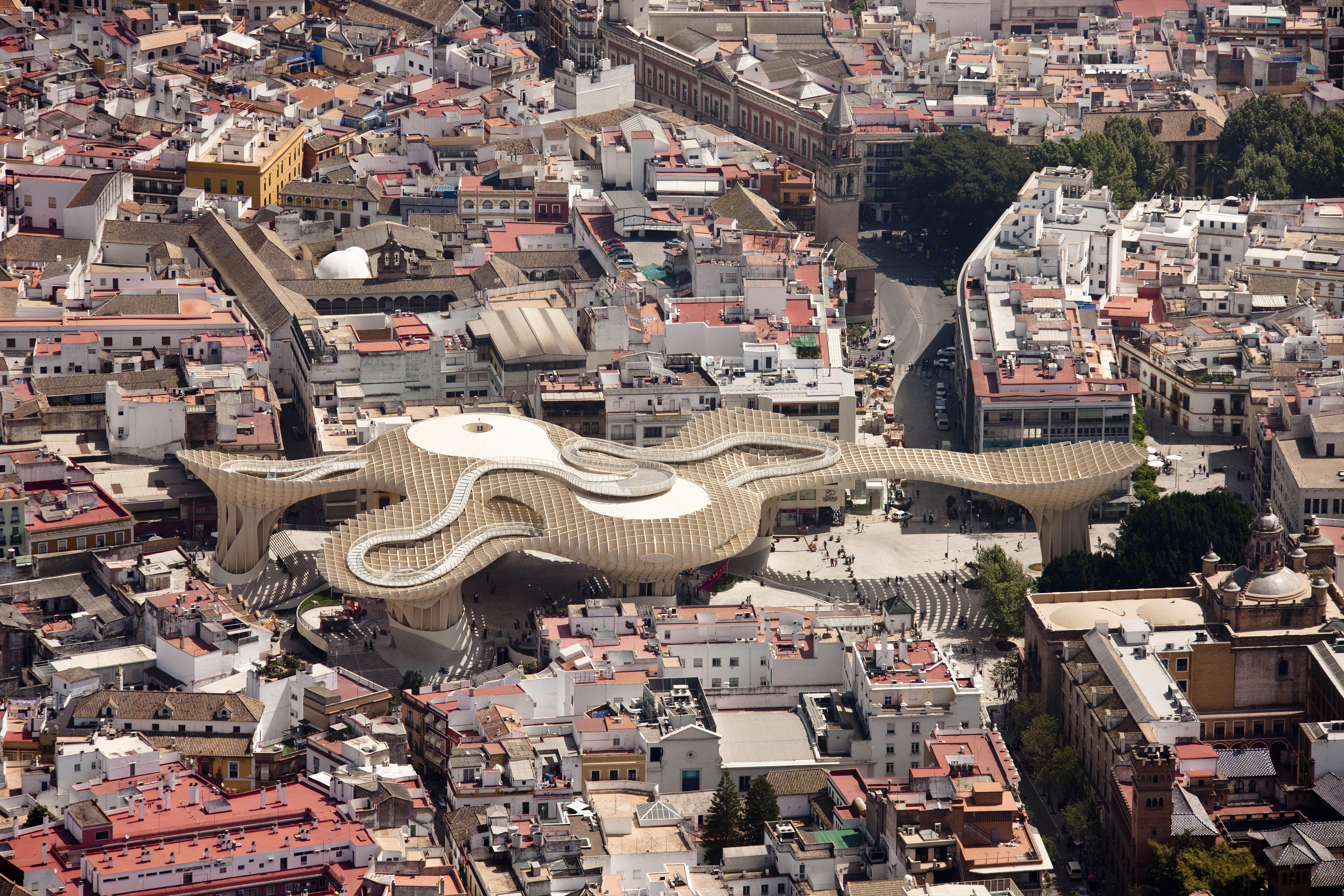
Az építmény és környezete a városban
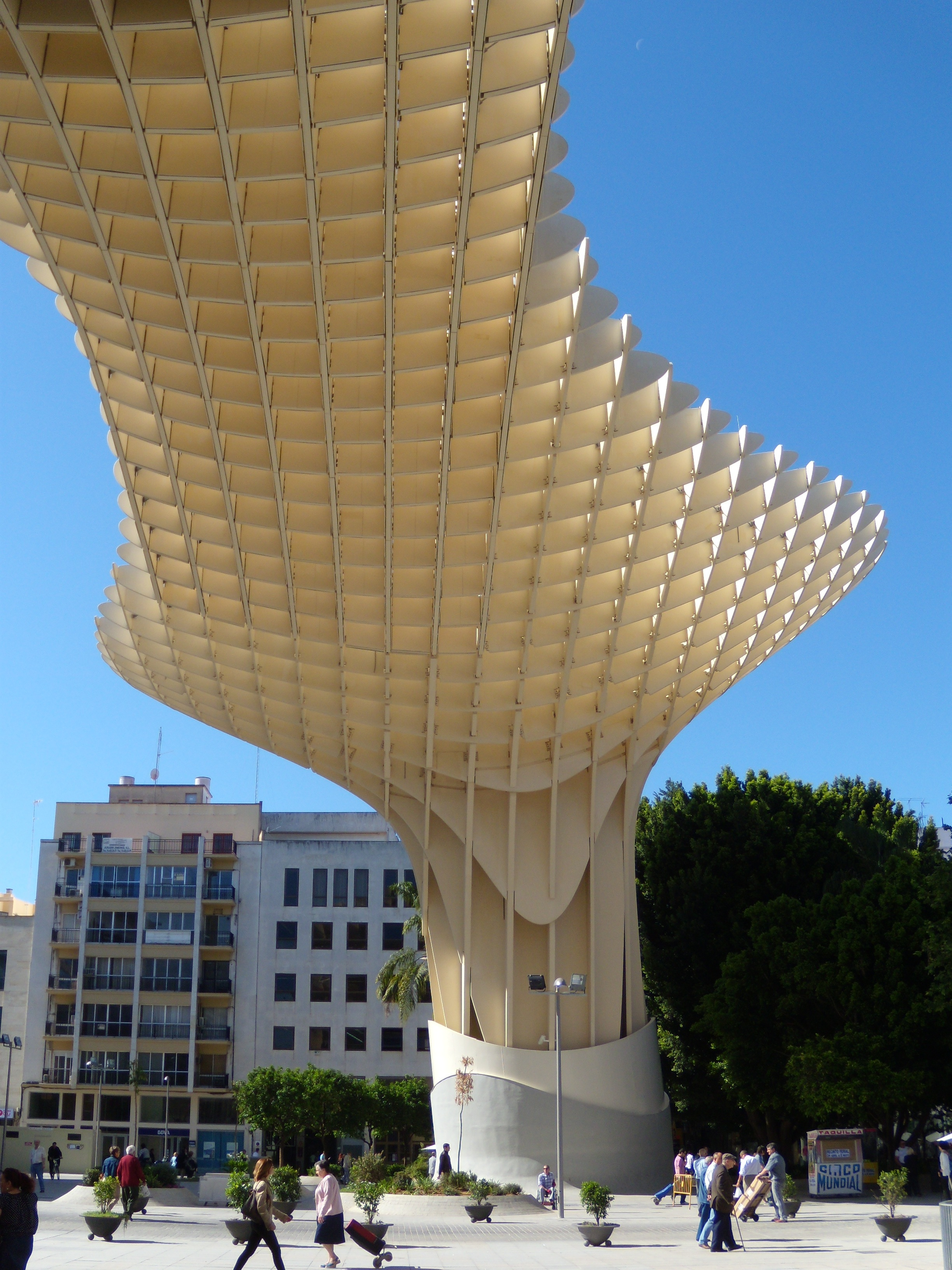
Részlet
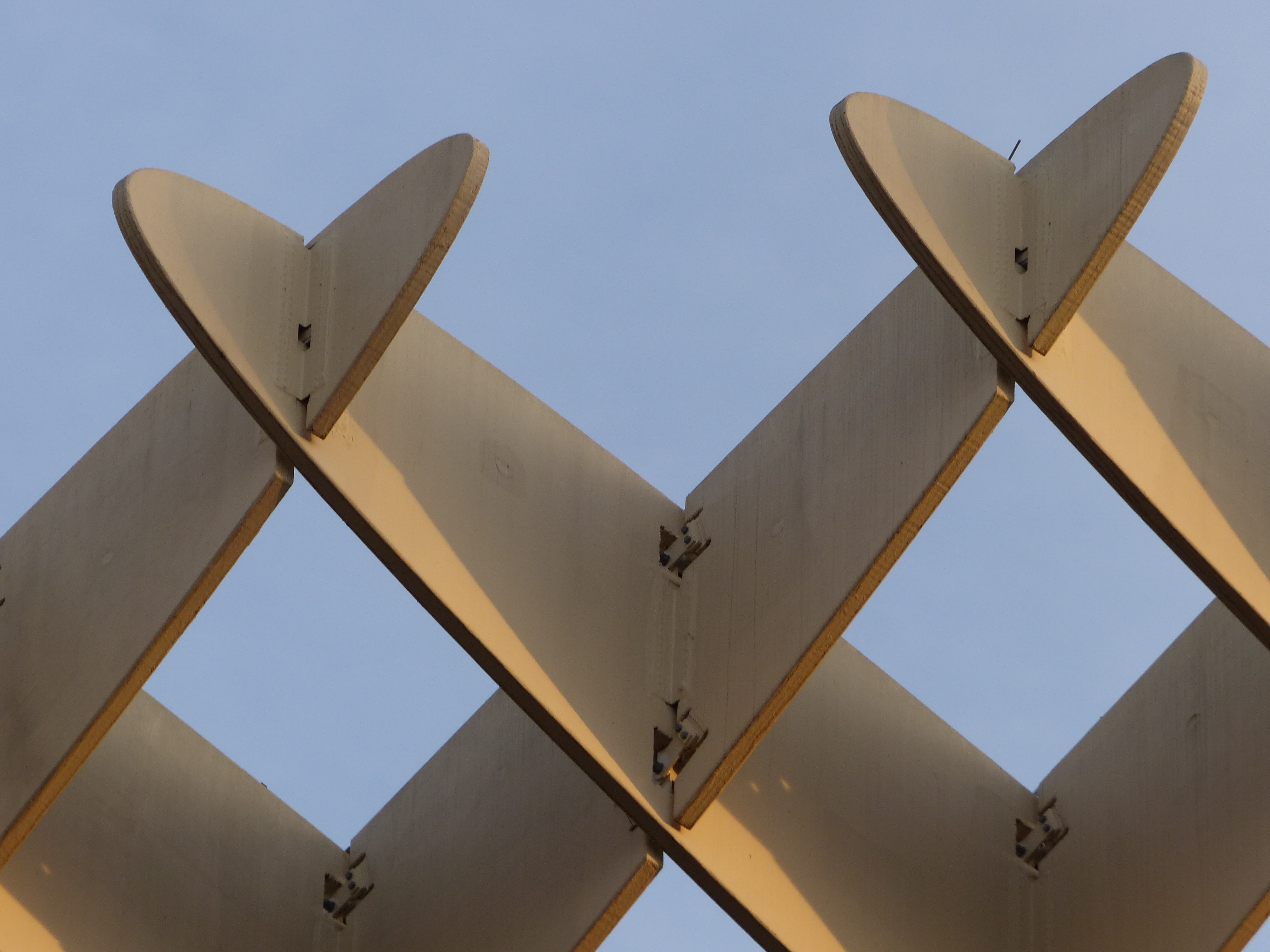
Részlet